# Pany de bombí

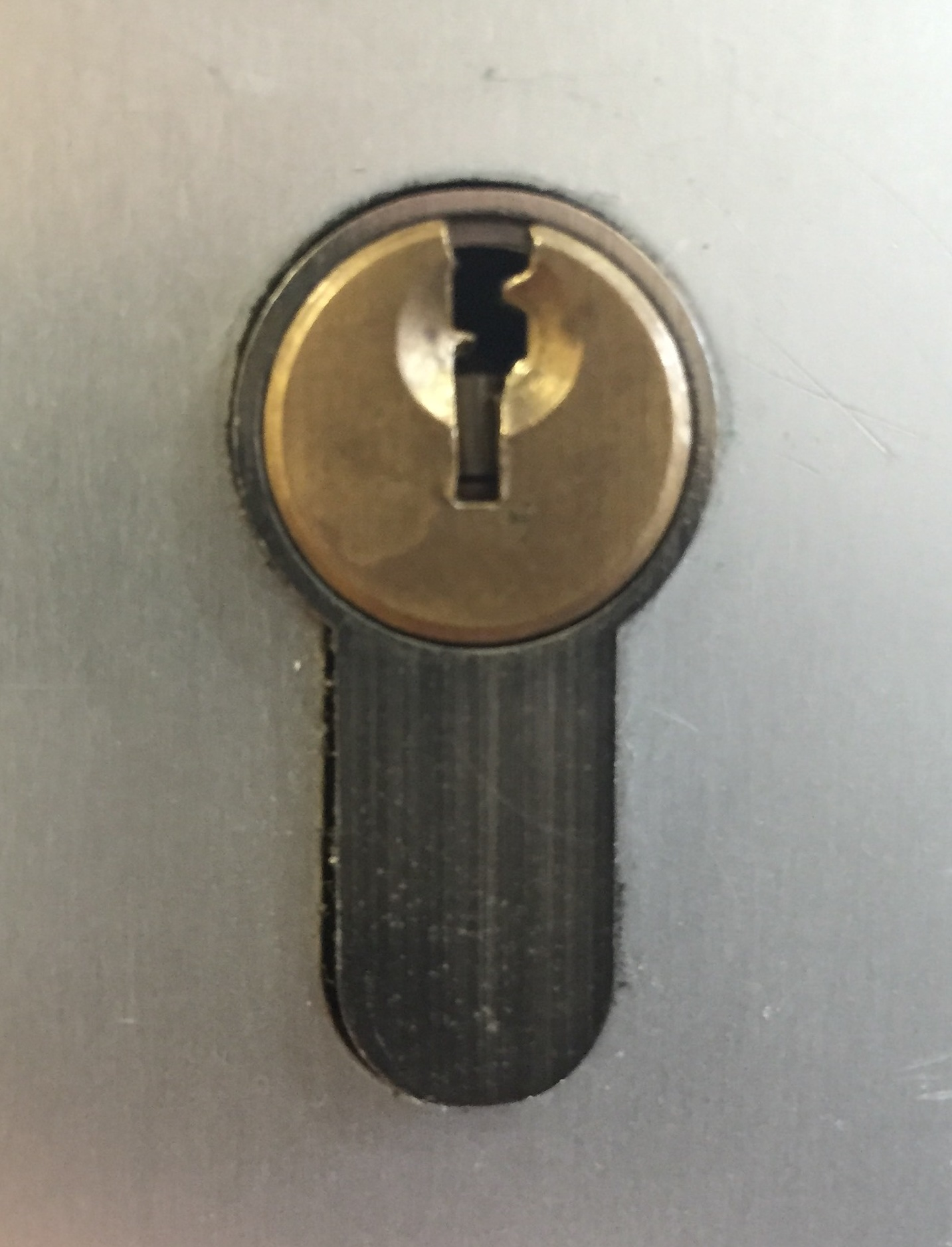
Un tipus comú de pany de tambor, del tipus de cilindre euro

El pany de bombí, o pany de tambor amb lleves, és un mecanisme que utilitza lleves de diferents longituds per evitar que el forrellat s'obri sense la clau correcta. Els panys de tambor amb lleves se solen utilitzar en cadenats cilíndrics, però també es poden veure en cadenats plans.

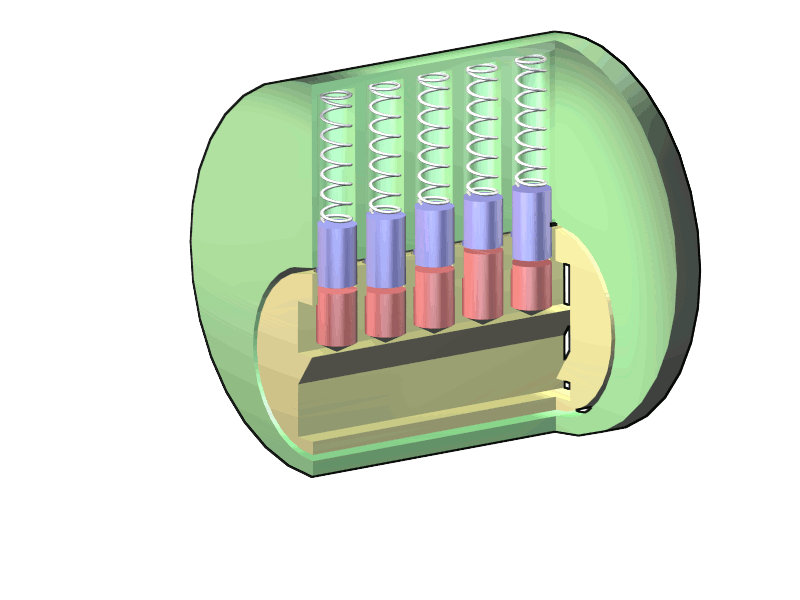
Sense una clau al pany, les lleves de control (blaus) estan en posició cap avall, amb diferents posicions, evitant que el tambor (groc) giri.

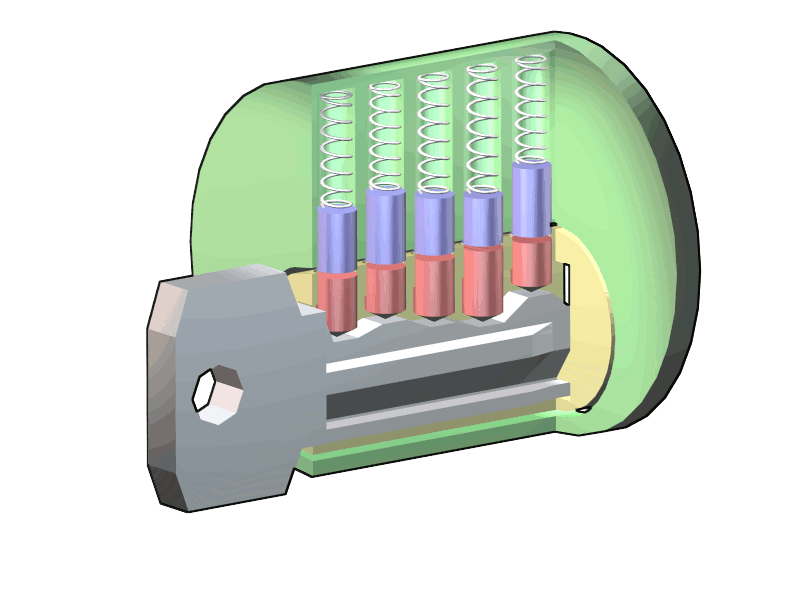
Quan s'insereix la clau correcta, les osques de la clau aixequen les lleves (vermelles) i les de control (blaus) queden alineats amb la vora del tambor (groc).

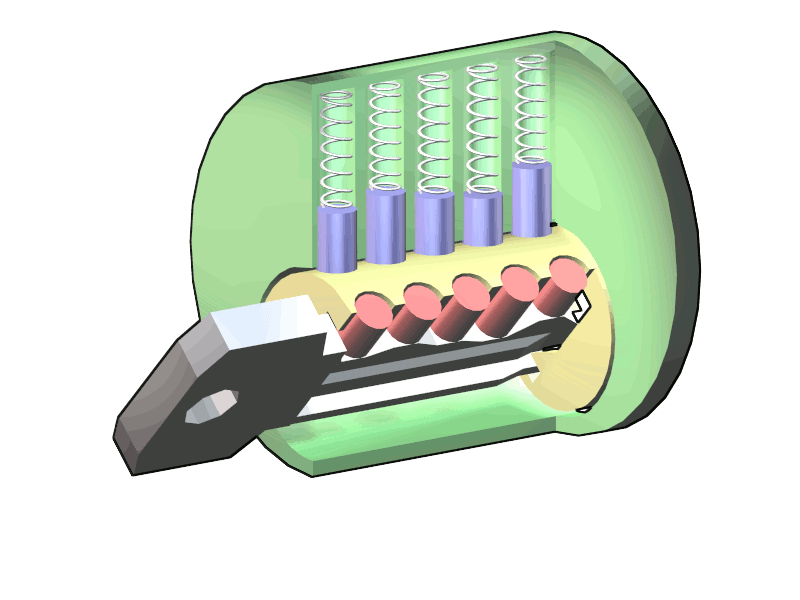
Quan els espais entre les lleves estan alineats amb la línia de tall, el tambor o bombet (groc) pot girar lliurement.

## Història
Els principis bàsics del pany de tambor amb lleves es poden datar sobre el 2000 a. C. a Egipte ; el pany consistia en un pal enganxat a la porta, i un forrellat que es fica al pal. El forrellat tenia unes obertures verticals en què hi havia una sèrie amb lleves. La clau adequada col·locava cada lleva a l'alçada necessària perquè el forrellat pogués moure's i així obrir la porta. Hi ha vestigis de que aquest pany podria haver estat inventat a la Xina fa prop de 4000 anys i ràpidament es va començar a utilitzar a Egipte i Babilònia.
El primer exemple conegut d'un pany de goter es va trobar a les ruïnes del palau de Khorsabad construït pel rei Sargon II (721–705). a.C.) a l'Iraq. Els principis bàsics del bloqueig de goms poden datar de l'any 2000 aC a Egipte ; el pany constava d'un pal de fusta enganxat a la porta i d'un forrellat horitzontal que lliscava al pal. El parabolt tenia obertures verticals a les quals s'encaixaven un conjunt de passadors. Aquestes es podrien aixecar, utilitzant una clau, a una alçada suficient per permetre que el forrellat es mogués i desbloquegés la porta. Aquest pany de fusta va ser un dels principals desenvolupaments d'Egipte en l'arquitectura domèstica durant l'època clàssica.
L'any 1848, Linus Yale Sr. va inventar el pany de bombí modern. L'any 1861, Linus Yale Jr., inspirat en el pany original de la dècada de 1840 dissenyat pel seu pare, va inventar i patentar una clau plana més petita amb vores dentades, així com agulles de longitud variable dins del mateix pany, el mateix disseny del pany de bombí en ús avui en dia.

## Disseny
El tambor de pins normalment es fa servir en panys cilíndrics. En aquest tipus de panys, la caixa exterior té buit cilíndric en què està inserit el tambor, que està engranat amb el tancament, sigui relliscada o tancament. Per obrir el pany, el tambor ha de girar.
El tambor té una ranura recta coneguda com a "ull" del pany, tècnicament s'anomena "estría"; d'una banda permet a la clau entrar al tambor, i de l'altra pot tenir una lleva o una palanca que activi el mecanisme per obrir el pany. L'"ull" del pany, sovint té uns molls que eviten que les lleves (vermells) caiguin, fent el pany més resistent a "forçar-la". Al tambor hi ha una sèrie de forats verticals, normalment cinc o sis. Aquests forats allotgen lleves de diverses longituds, que tenen l'extrem arrodonit per permetre que la clau llisqui fàcilment.
A sobre de cada lleva de la clau hi ha una sèrie amb lleves de control (blaus), els quals reben una força d'un moll que les empeny cap avall. Els panys simples solen tenir només un pin de control per cada pin de la clau. Els panys dissenyats per poder obrir-se amb diverses claus diferents, com un conjunt de panys que tenen una clau mestra, tenen un pin de control extra conegut com a "pin espaiador".

## Altres varietats
- Un pany tubular de clavilla: és un pany de clavilla amb una ranura circular estreta, que impedeix la inserció de rossinyols.[5]
- Un pany de clot: és un pany de bombí on el bloqueig es troba en el costat de la clau, en lloc de la part superior.[6]